# Weiningen
Weiningen is een gemeente en plaats in het Zwitserse kanton Zürich, en maakt deel uit van het district Dietikon.
Weiningen telt 4038 inwoners.